# Гигантские шаги
Гигантские Шаги (англ. Giant Steps) — некоммерческий арт-проект, представляющий собою крупномасштабную инсталляцию в виде гигантского следа и фестиваль, посвящённой местной культуре. В рамках проекта было создано 5 инсталляций в 4 разных странах: Австралии, Венгрии, Бразилии и России. Они были посвящены местной культуре и проблемам окружающей среды. Автор проекта — швейцарский художник и скульптор венгерского происхождения Вильям Мауриц.

## Концепция
В проекте используется образ следа, сильного и интернационально узнаваемого символа, чтобы побудить зрителя задуматься над последствиями его повседневных действий. Проект нацелен на то, чтобы «обойти мир», проливая свет на культурную и окружающую среду местных сообществ. След символизирует отпечаток, который наши действия оставляют на планете и в умах людей. Когда участники проекта находятся внутри стометровой инсталляции «Шага», они не осознают, какова её форма, и это делает акцент на том, что мы должны дистанцироваться, чтобы увидеть последствия того, что совершаем.
Инсталляция всегда строится из натуральных материалов, характерных для места проведения мероприятия.

## Проекты

### 1-й «шаг». Австралия, Брисбен. 2015

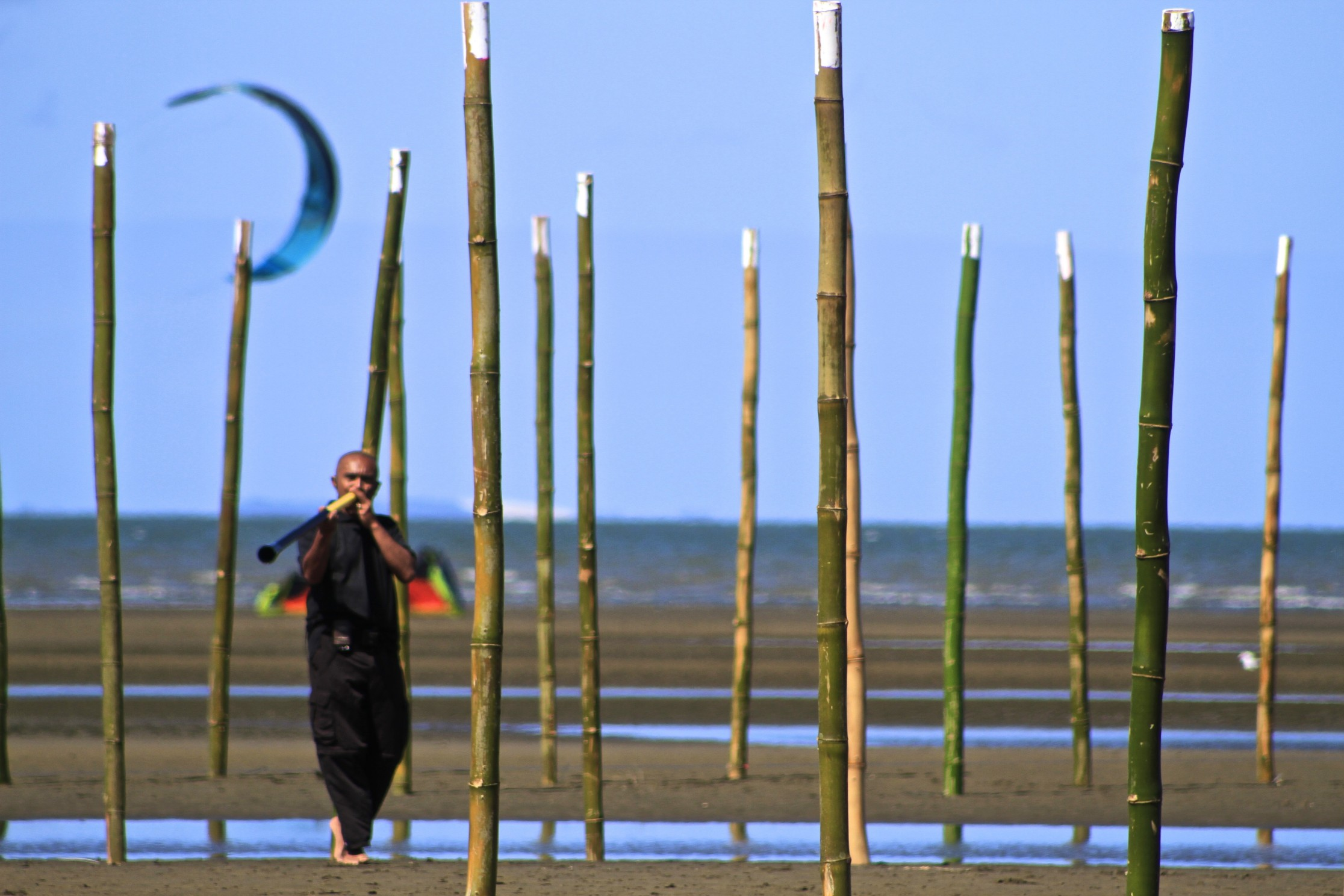
Выступление диджериду-исполнителя возле инсталляции «Гигантских Шагов» в Австралии.

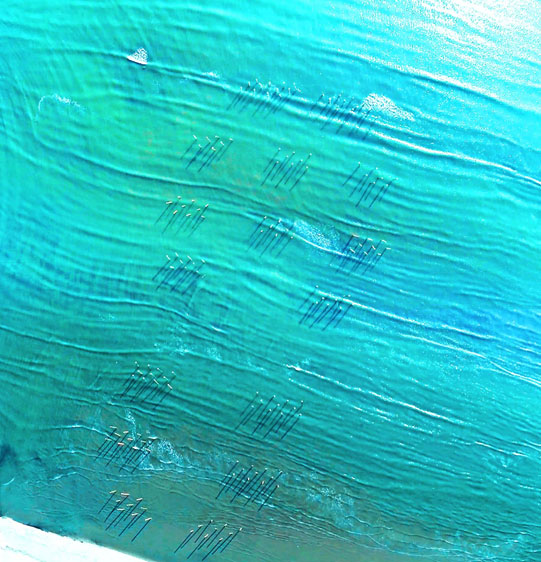
Вид на инсталляцию с дрона во время прилива.

В 2015 году Вильям Мауриц открыл краудфандинговую кампанию на Indiegogo для реализации первого «Гигантского Шага». Кампания собрала 1 151 евро. Проект был реализован при поддержке Music by the Sea, Elysium Theatre, Джареда Кэссиди из Австралийского совета труда и местных волонтёров. Лоретта Генри, креативный директор и сценарист Elysium Theatre, выступала в качестве менеджера проекта в Австралии. Проект был осуществлён 10-11 октября 2015 года на пляже Сэндгейт в Брисбене (Австралия).
Инсталляция была создана из 152 местных необработанных бамбуковых шестов, установленных на берегу во время отлива. Коренной австралийский музыкант Тьюпурру играл на диджериду, проходя через инсталляцию. Публика могла прогуливаться между бамбуковыми шестами, не догадываясь о том, какую форму они обретают при взгляде сверху.

### 2-й «шаг». Венгрия, Капосмерё. 2017

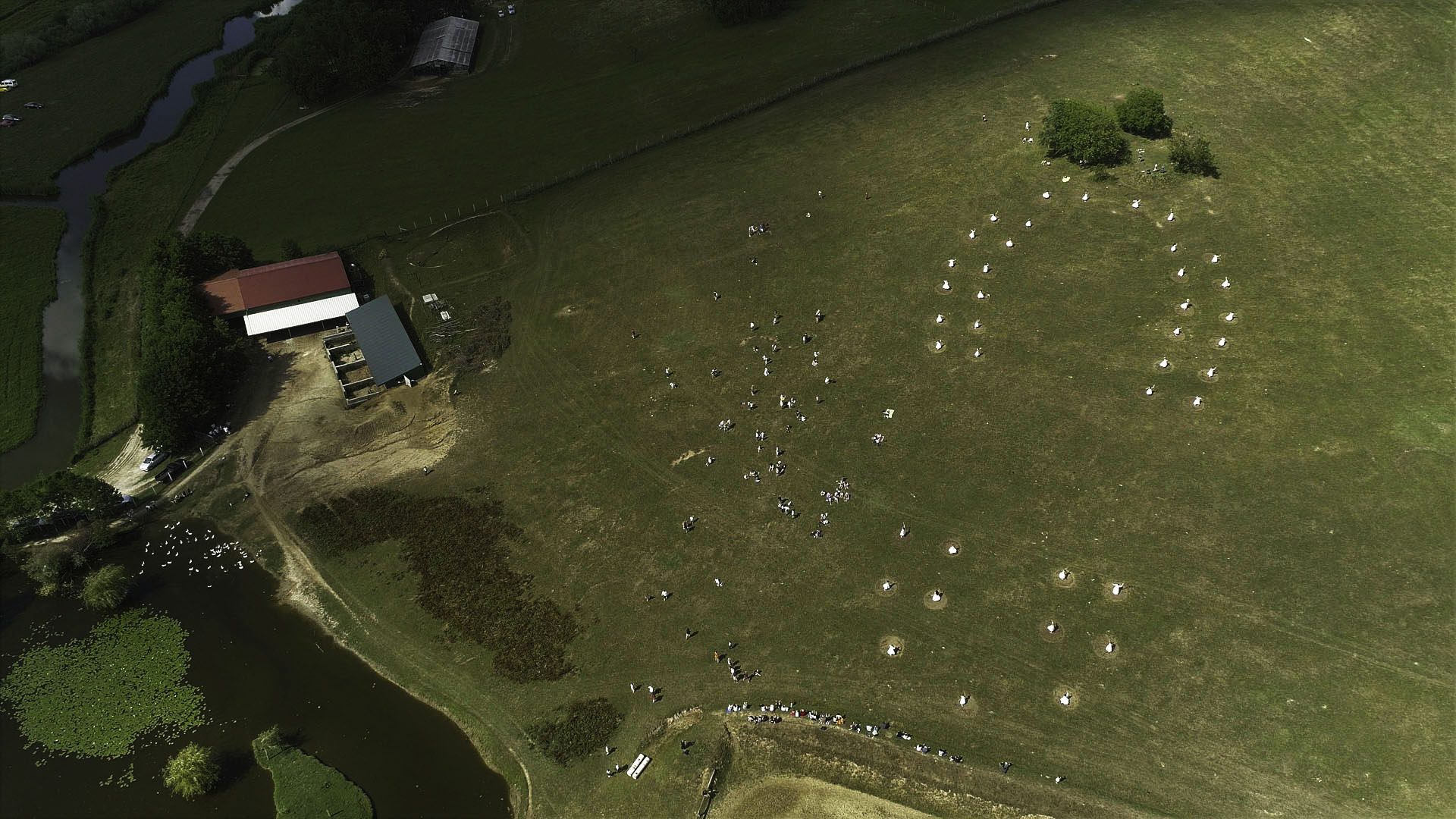
Инсталляция «Гигантских Шагов» в Венгрии.

Второй «шаг» был реализован в июне 2017 года в долине Кашшаи – Капосмерё (Венгрия), где древняя венгерская традиция конной стрельбы из лука оставила глубокий след в местной культуре. Инсталляция была создана на участке земли, принадлежавшем Лайошу Кашшаи, многократному чемпиону мира по стрельбе из лука верхом. Проект был осуществлён под руководством венгерского гуру сельского образа жизни Тибора Сомбатхея при поддержке предыдущих организаторов, а также местных волонтеров.
Инсталляция состояла из 39 выкошенных на поле кругов, в каждом из которых кружилась женщина в белом платье. Эта инсталляция сопровождалась традиционной венгерской музыкой и танцами, ярмаркой ремесел и упражнениями по стрельбе из лука верхом под руководством мастера Лайоша Кашшаи. Сотни людей разбили лагерь в долине, чтобы посетить «Гигантские Шаги».

### 3-й «шаг». Бразилия, Рапоса-Сьерра-ду-Сол. 2017

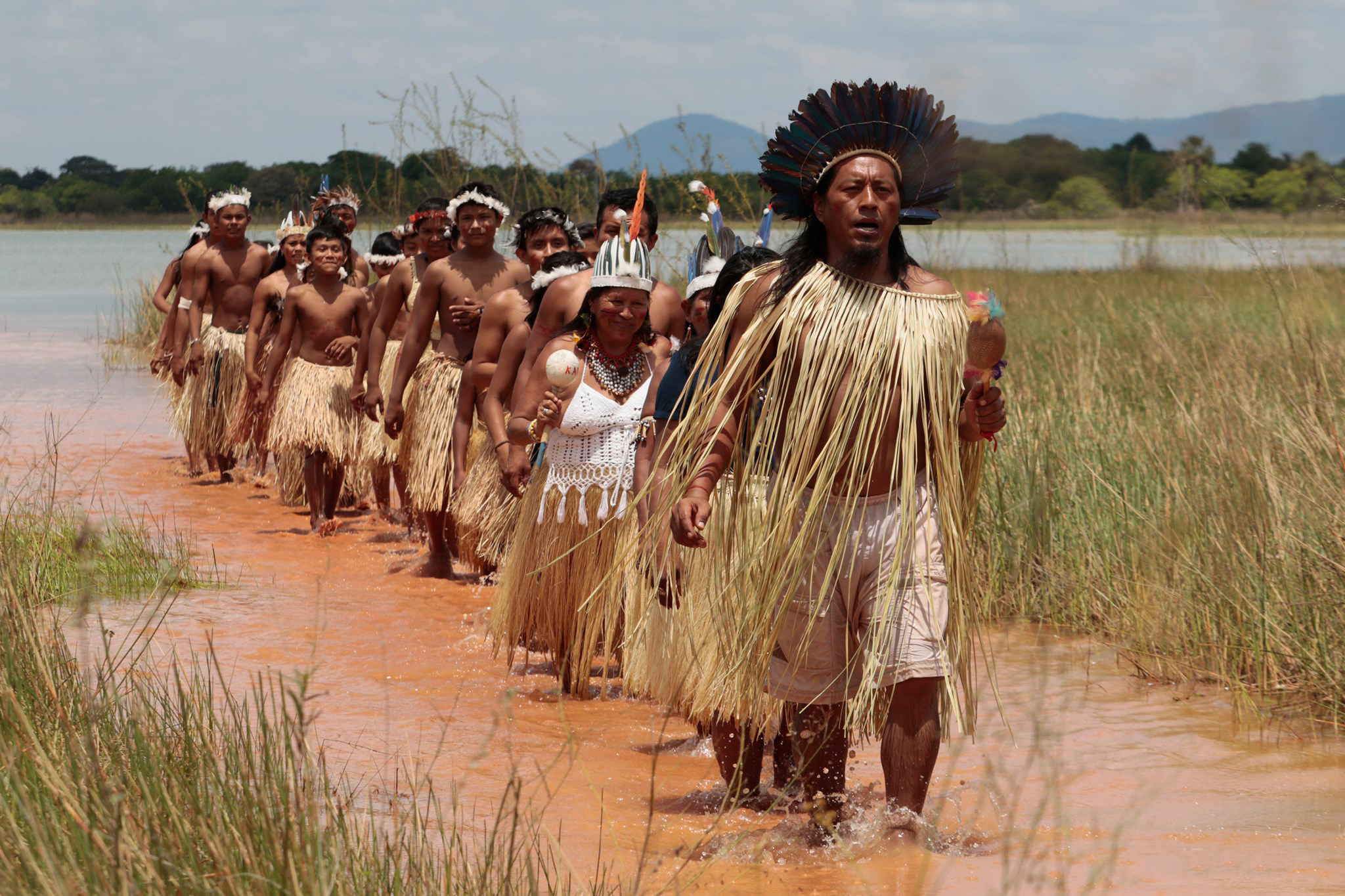
Джайдер Эсбелл выполняет ритуал племени макуши.

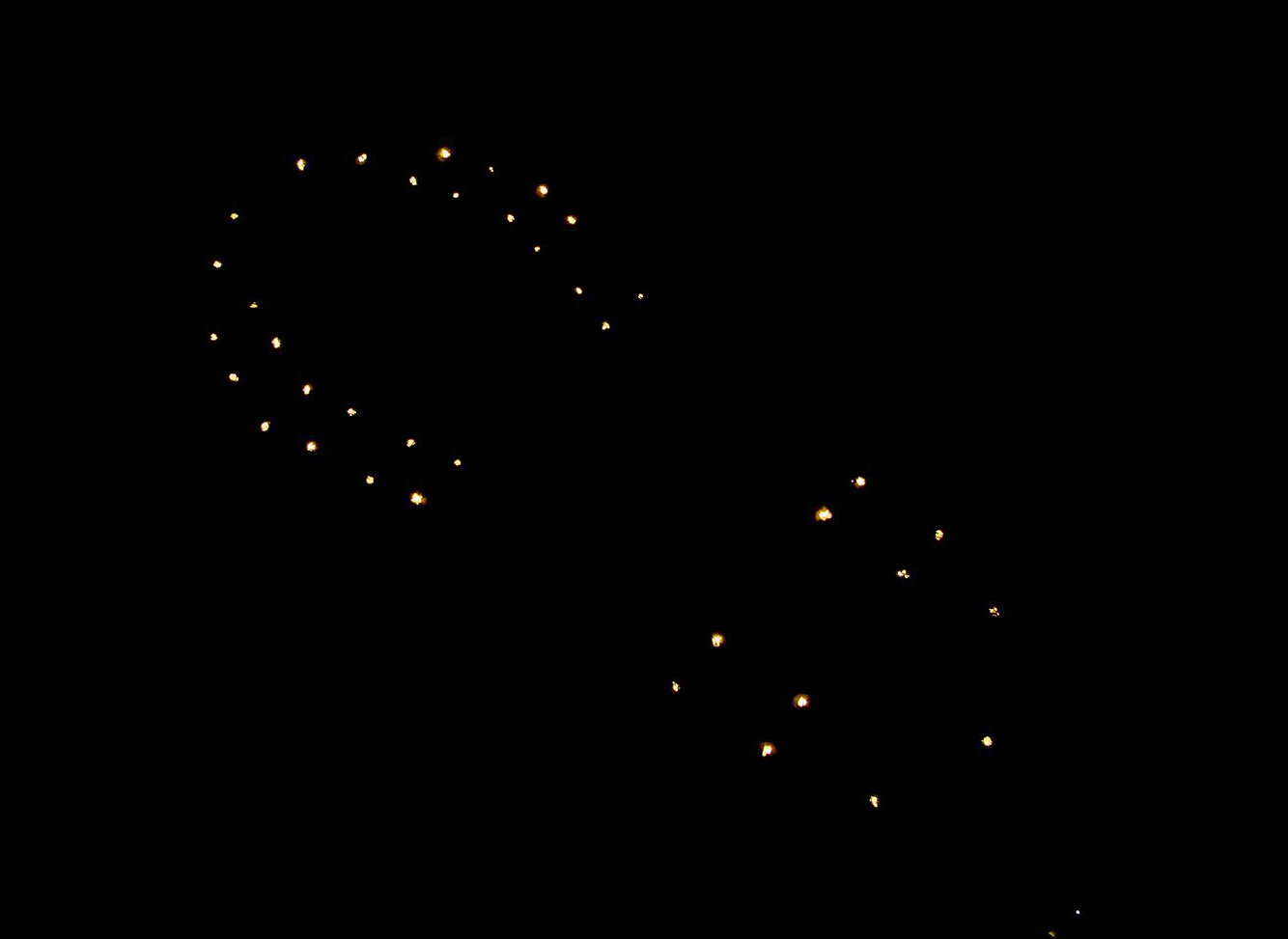
Инсталляция «Гигантские Шаги» из традиционных костров народа макуши.

В 2017 году художник и активист Джайдер Эсбелл, представитель коренного народа макуши, связался с Вильямом Маурицем и предложил ему воплотить проект «Гигантские Шаги» в его общине Рапоса в Бразилии, чтобы запечатлеть след борьбы коренного народа макуши за выживание своей культуры. Племя макуши обнаружило глубокую духовную связь с проектом, поскольку он соотносился с их мифологией.

«В мифологии макуши великан по имени Макунаима — это тот, кто освободит их. В моём проекте изображён огромный след, будто оставленный великаном... Поэтому народ макуши принял меня с убеждением, что я пришёл помочь им. Я объяснил, что не могу этого сделать, но был бы счастлив, если бы мир узнал о них».— Вильям Мауриц, в интервью журналу Život (Словакия)
Джайдер Эсбелл стал менеджером проекта в Амазонии (Бразилия) и вместе с Music By The Sea, Elysium Theater и антропологом Ниной Винсент реализовал «Гигантские Шаги» в Рапоса-Сьерра-ду-Сол (Рорайма), на родине племени макуши.
«След» был создан из 39 традиционных костров народа макуши и сопровождался ритуалами племени, танцами, рисованием глиной и верховой ездой.

### 4-й «шаг». Россия, Овстуг. 2019

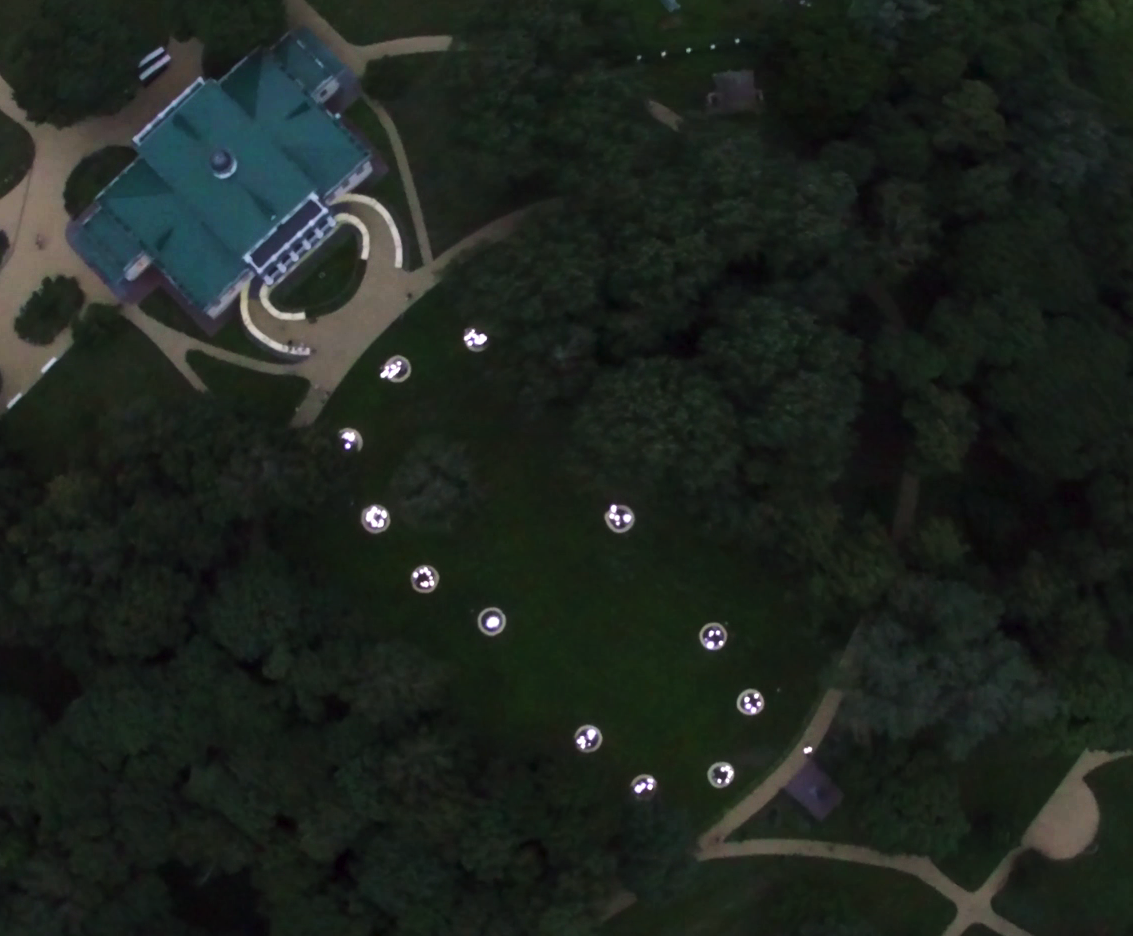
Инсталляция «Гигантские Шаги» перед усадьбой Ф.И. Тютчева в Овстуге.

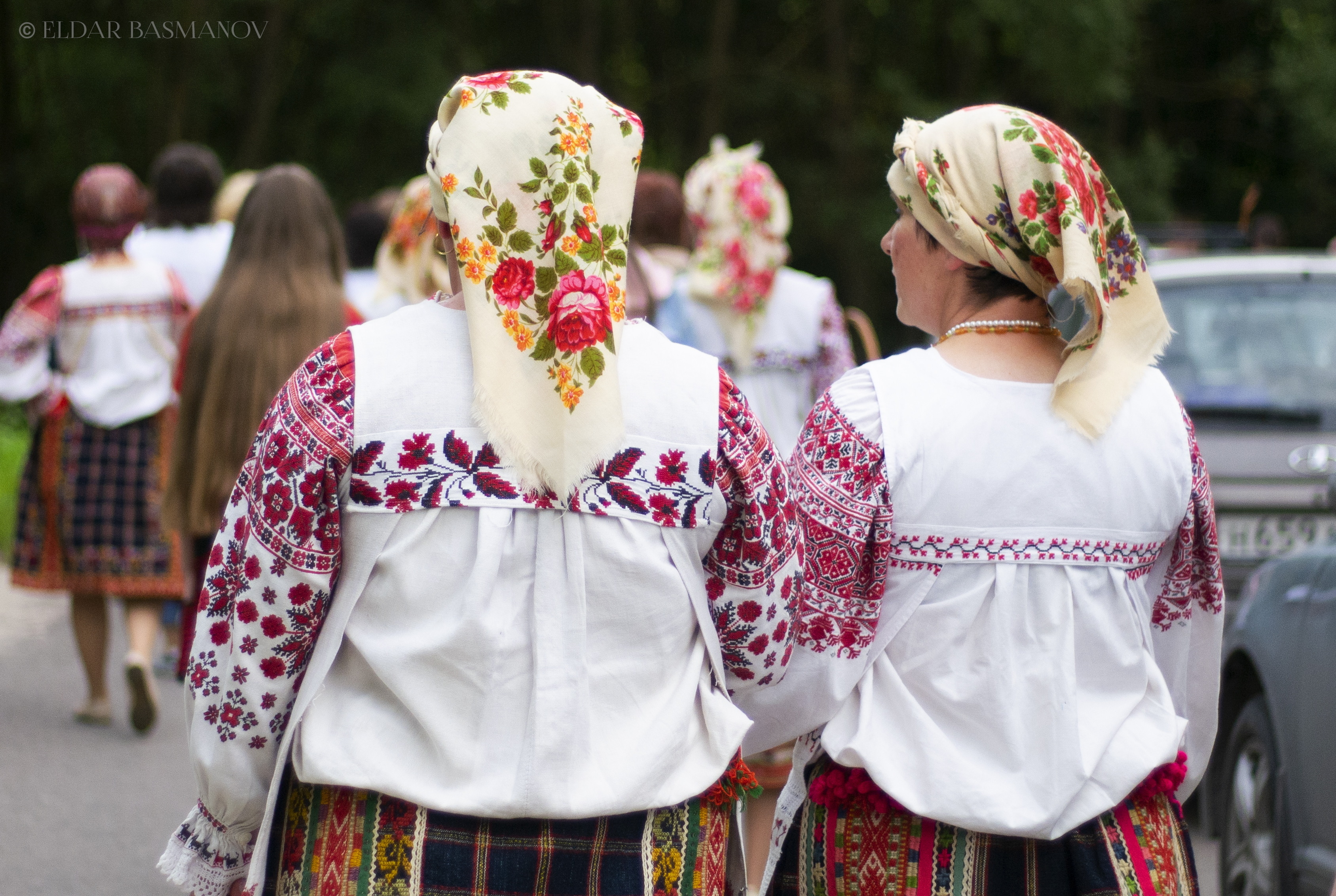
Женщины в традиционной русской одежде на фестивале «Гигантские Шаги» в Овстуге.

Четвертый «Шаг» был посвящён известному русскому поэту XIX века Фёдору Тютчеву и его следу в мировой культуре. Проект был реализован совместно с Государственным мемориальным историко-литературным музеем-заповедником Ф.И. Тютчева «Овстуг» в Брянской области. Филолог Елена Бурдина, ранее работавшая в Брянском государственном университете, стала руководителем проекта.
«Гигантские Шаги» в Овстуге превратились в мультикультурный фестиваль, так как в нём приняли участие руководители предыдущих «Шагов» Лоретта Генри (Elysium Theatre) и Золи Мауриц (Music by the Sea) из Австралии и Джайдер Эсбелл из Бразилии.
В рамках фестиваля были представлены поэтические и музыкальные номера, мастер-классы по каллиграфии и традиционным русским играм, рукоделию и бальным танцам, даны лекции, состоялись художественные выставки и экскурсии по музею Ф.И. Тютчева. Одно из самых известных стихотворений Тютчева «Silentium» было прочитано на 5 языках проекта (французском, английском, венгерском, португальском и русском).
Инсталляция состояла из 14 кругов, сформированных из светящихся опилок на поле перед усадьбой Тютчева. В каждом круге волонтёр читал стихи Ф.И. Тютчева.

## Проекты в разработке

### Бразилия, Каатинга

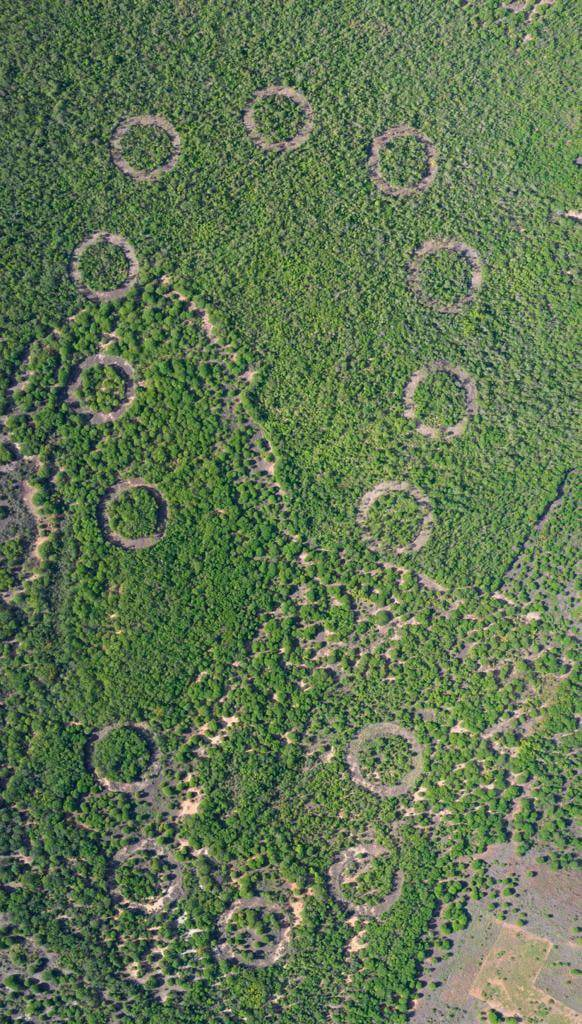
14 кругов инсталляции будут заполнены растениями, кустарниками и деревьями.

Во время проекта «Гигантские Шаги» в Рапосе в 2017 году бразильский журналист Альваро Северо связался с Вильямом Маурицем. Он предложил осуществить проект на его родине, в Каатинге — регионе, который превращается в пустыню из-за вырубки лесов. Альваро предложил создать след длиной в несколько километров, который местное сообщество сможет позже заполнить растениями, кустарниками и деревьями, чтобы вырастить агролес.
В 2020 году Вильям Мауриц открыл краудфандинговую кампанию на платформе Indiegogo для финансирования 5-го «шага» в Каатинге.
К ноябрю 2022 года волонтёры завершили подготовку 14 кругов, составляющих гигантский след. В настоящее время Альваро работает в сотрудничестве с исследователями из Федерального сельскохозяйственного университета Пернамбуку, чтобы засеять круги растительностью.

### Россия, Плейстоценовый парк, Сибирь
В 2020 году Вильям Мауриц начал работать с Никитой и Сергеем Зимовыми, директорами Плейстоценового парка в Сибири (Россия) над созданием инсталляции, посвященной «гигантскому следу», который оставляет Плейстоценовый парк своими усилиями по сохранению вечной мерзлоты в обстановке глобального потепления.
Инсталляция в Плейстоценовом парке планируется как часть более крупной инициативы под названием «Прогулка по полярному кругу», которая будет включать создание инсталляции «Гигантские Шаги» в каждой стране, находящейся за полярным кругом. Её цель — привлечь внимание к проблемам, связанным с таянием вечной мерзлоты в Сибири, на Аляске, в Канаде, Гренландии, Исландии, Норвегии, Швеции и Финляндии.